# Francis Shoemaker

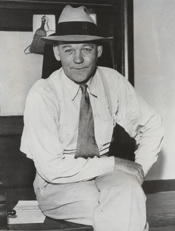
Francis Shoemaker (1934)

Francis Henry Shoemaker (* 25. April 1889 im Flora Township, Renville County, Minnesota; † 24. Juli 1958 in Minneapolis, Minnesota) war ein US-amerikanischer Politiker. Zwischen 1933 und 1935 vertrat er den Bundesstaat Minnesota im US-Repräsentantenhaus.

## Werdegang
Francis Shoemaker wurde auf einer Farm im Flora Township geboren. Sein schulisches Wissen hat er sich selbst mit Hilfe seiner Mutter angeeignet. Später arbeitete er in der Landwirtschaft. Schon damals engagierte er sich für die Interessen der Farmer. Er wurde Mitglied in mehreren Organisationen, die die Interessen der Farmer und Arbeiter vertraten. Shoemaker war wesentlich an der Gründung der Minnesota Farmer-Labor Party beteiligt. Im Jahr 1924 nahm er auch in Chicago an der Gründung der Bundespartei teil. Dort wurde er sogar als Vizepräsidentschaftskandidat seiner Partei vorgeschlagen. Dieses Angebot lehnte Shoemaker aber ab. In den Jahren 1921 bis 1927 gab er in Green Bay (Wisconsin) die Zeitung „People’s Voice“ heraus. Im Jahr 1928 verlegte er in Red Wing die Zeitung „Organized Farmer“.
Bei den Kongresswahlen 1932 wurde Shoemaker im neunten Wahlbezirk von Minnesota in das US-Repräsentantenhaus in Washington, D.C. gewählt, wo er am 4. März 1933 die Nachfolge von Conrad Selvig antrat. Da er im Jahr 1934 auf eine erneute Kandidatur verzichtete, konnte er bis zum 3. Januar 1935 nur eine Legislaturperiode im Kongress absolvieren. In dieser Zeit wurden dort die ersten New-Deal-Gesetze der Bundesregierung verabschiedet. Außerdem wurde der 21. Verfassungszusatz verabschiedet, der den 18. Zusatzartikel aus dem Jahr 1919 wieder aufhob. Dabei ging es um das Prohibitionsgesetz.
Im Jahr 1934 strebte Shoemaker erfolglos die Nominierung seiner Partei für die Wahlen zum US-Senat an. Daraufhin bewarb er sich als Unabhängiger doch wieder für den Kongress. Allerdings blieb diese Kandidatur erfolglos. Im Jahr 1942 scheiterte ein weiterer Versuch, in den Kongress zurückzukehren. Ansonsten arbeitete Shoemaker wieder in der Landwirtschaft. Er starb im Juli 1958 in Minneapolis und wurde in seinem Geburtsort Flora beigesetzt.